# Дом Иоанна Марии Вианнея
Дом Иоанна Марии Вианне́я  (фр. La Maison natale de Jean-Marie Vianney) — мемориальный дом-музей, посвященный известному католическому святому Иоанну Марии Вианнею (8.05.1786 — 4.08.1859). Дом-музей святого Иоанна Марии Вианнея находится в коммуне Дардилли, департамент Рона, Франция.
Здание имеет статус исторического памятника и внесено в реестр национального архитектурного наследия.

## История музея
В этом доме святой Иоанн Мария Вианней родился 8 мая 1786 года в многодетной семье и проживал (за исключением службы в армии с 26.10.1909 — начало 1910 гг. и обучения в семинарии с 1812 — 13.05.1815 гг.) в нём до своего назначения настоятелем в феврале 1818 года в католический приход небольшого селения Арс.
Дом был построен в середине XVIII века и представляет собой крестьянский дом, типичный для сельской Франции XVIII века. В 1962 году в доме был открыт музей, экспонирующий предметы сельской жизни французских крестьян конца XVIII и начала XIX века, а также личные вещи святого Иоанна Марии Вианнея, которые экспонируются в его спальне.
Дом-музей представляет собой двухэтажное здание, на первом этаже которого находятся вымощенные камнями прихожая и гостиная, кухня, камин и хорошо сохранившаяся старинная мебель XIX века. Слева от дома расположен навес, под которым находятся старинный колодец, печь и баня. На втором этаже дома располагается спальня, в которой музей демонстрирует личные вещи святого Иоанна Марии Вианнея.
16 октября 1986 года дом-музей Иоанна Марии Вианнея посетил Римский папа Иоанн Павел II.

## Галерея

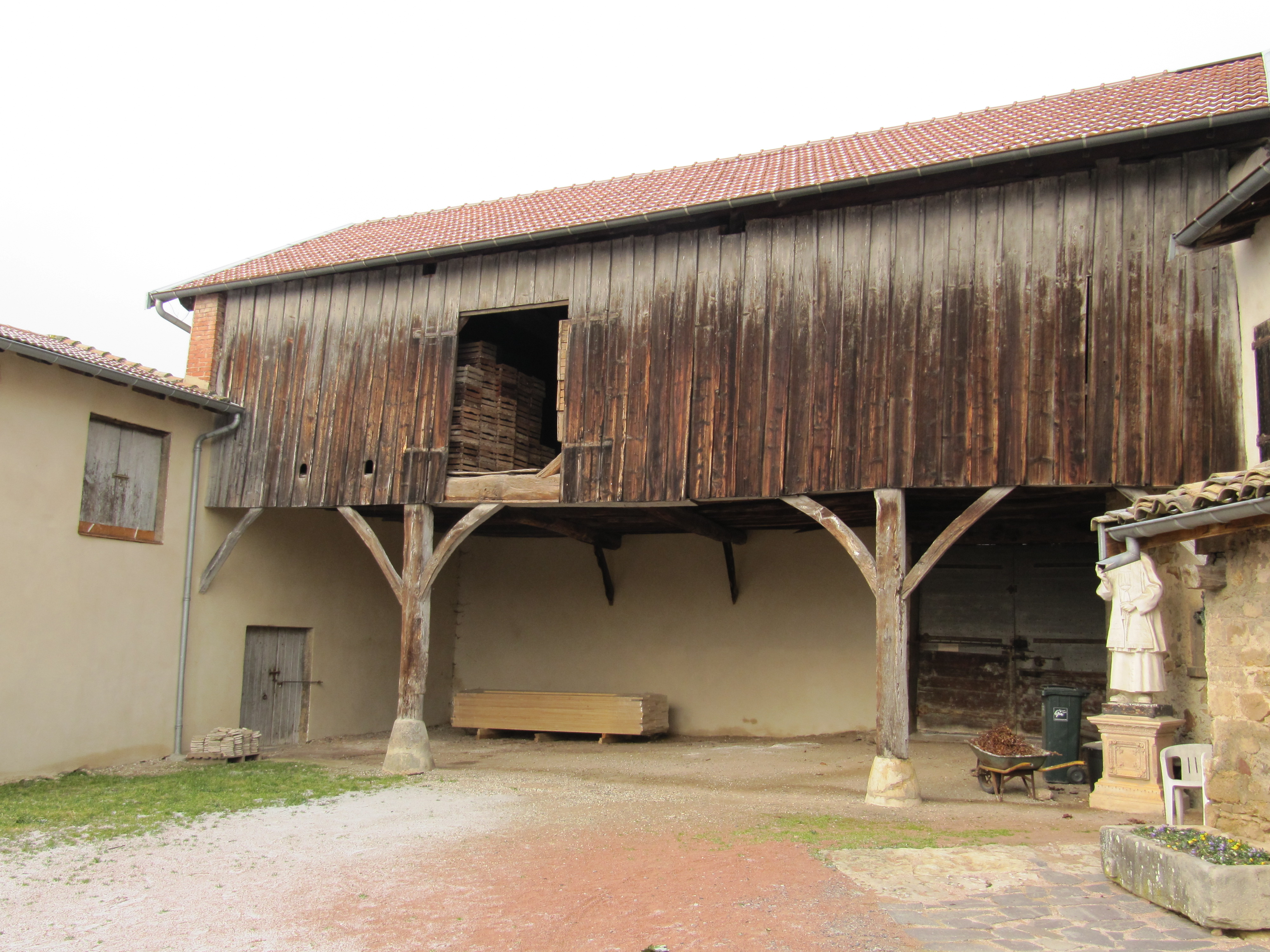
Навес
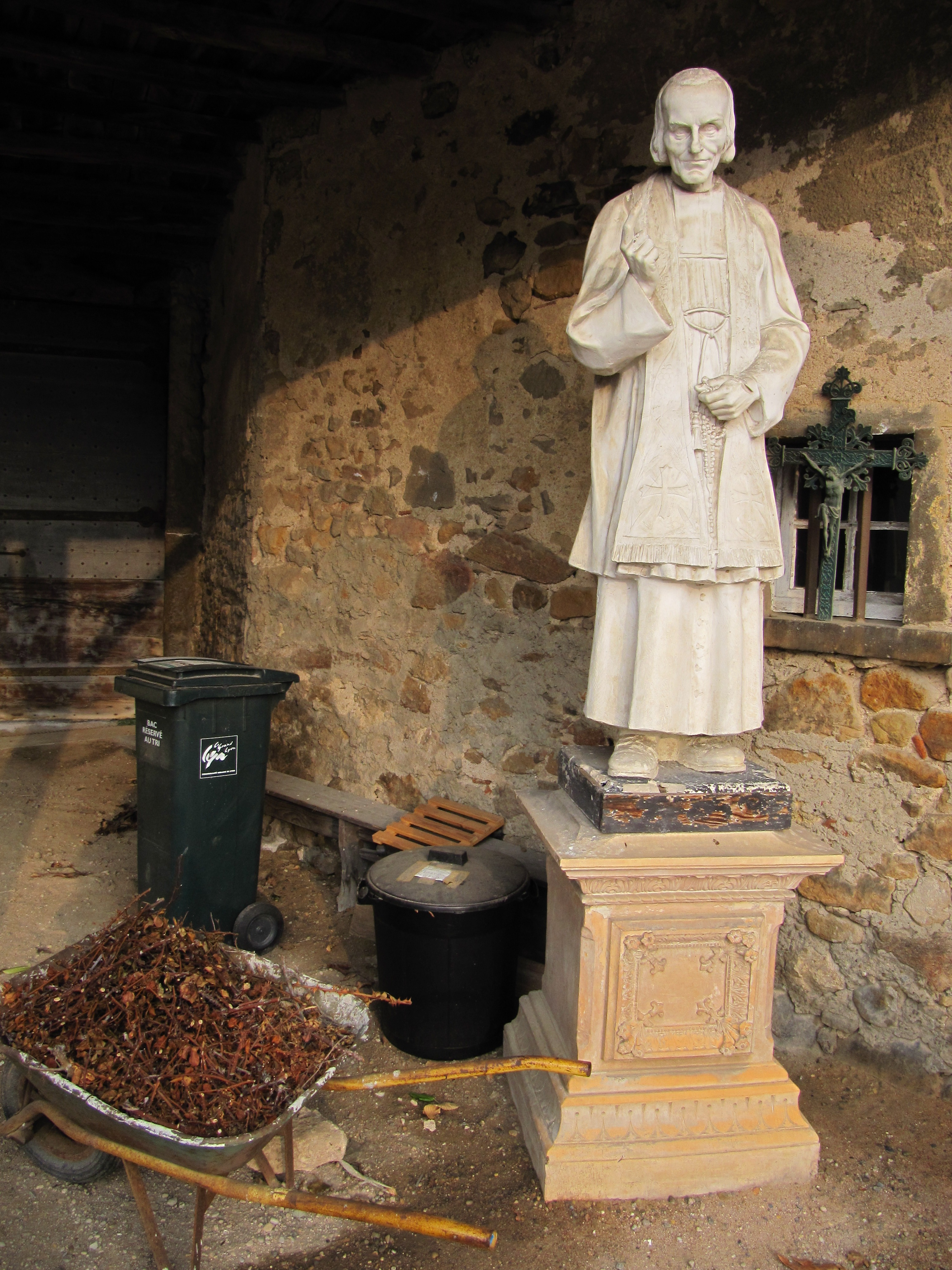
Статуя святого Иоанна Марии Вианнея
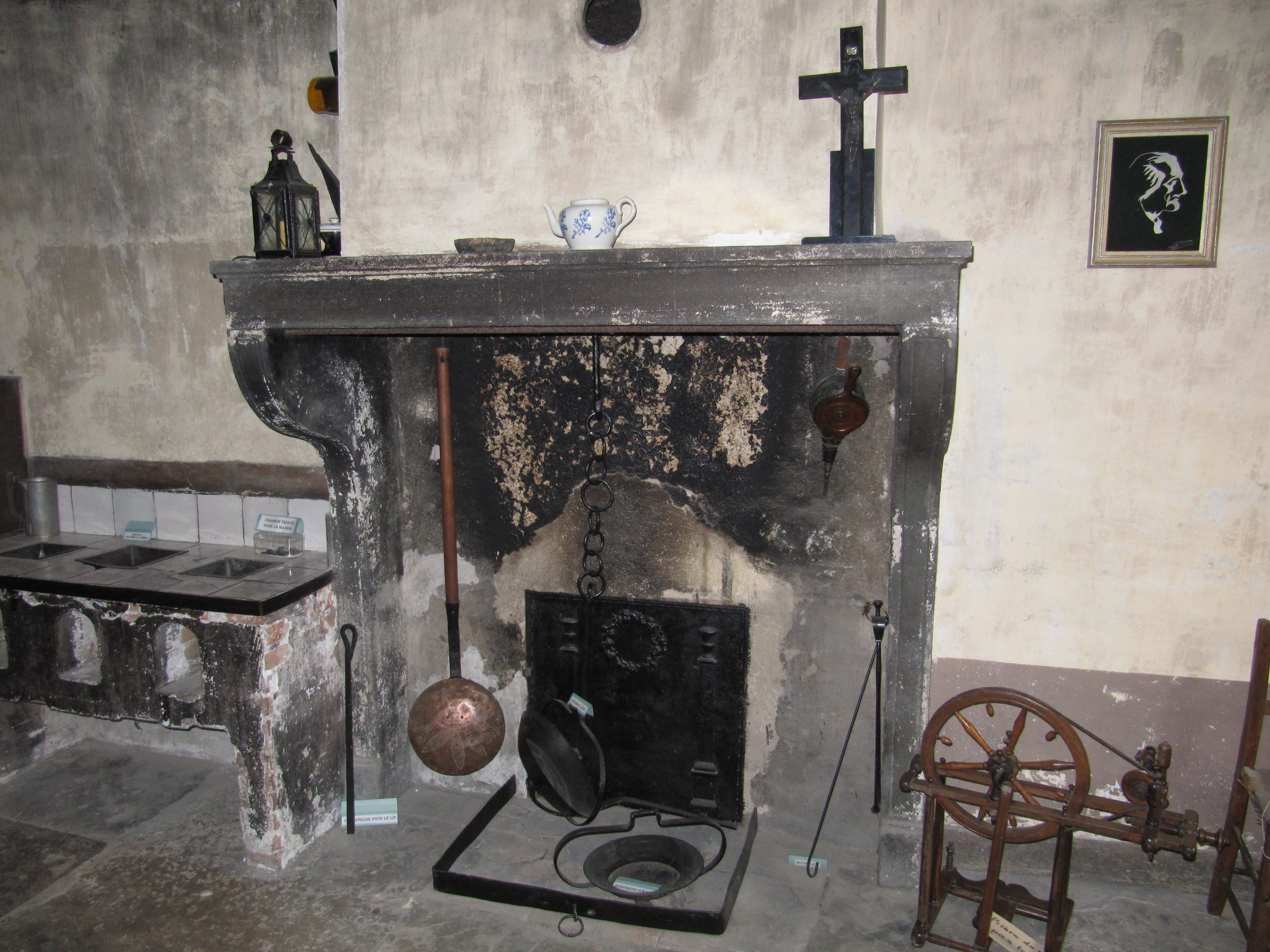
Камин
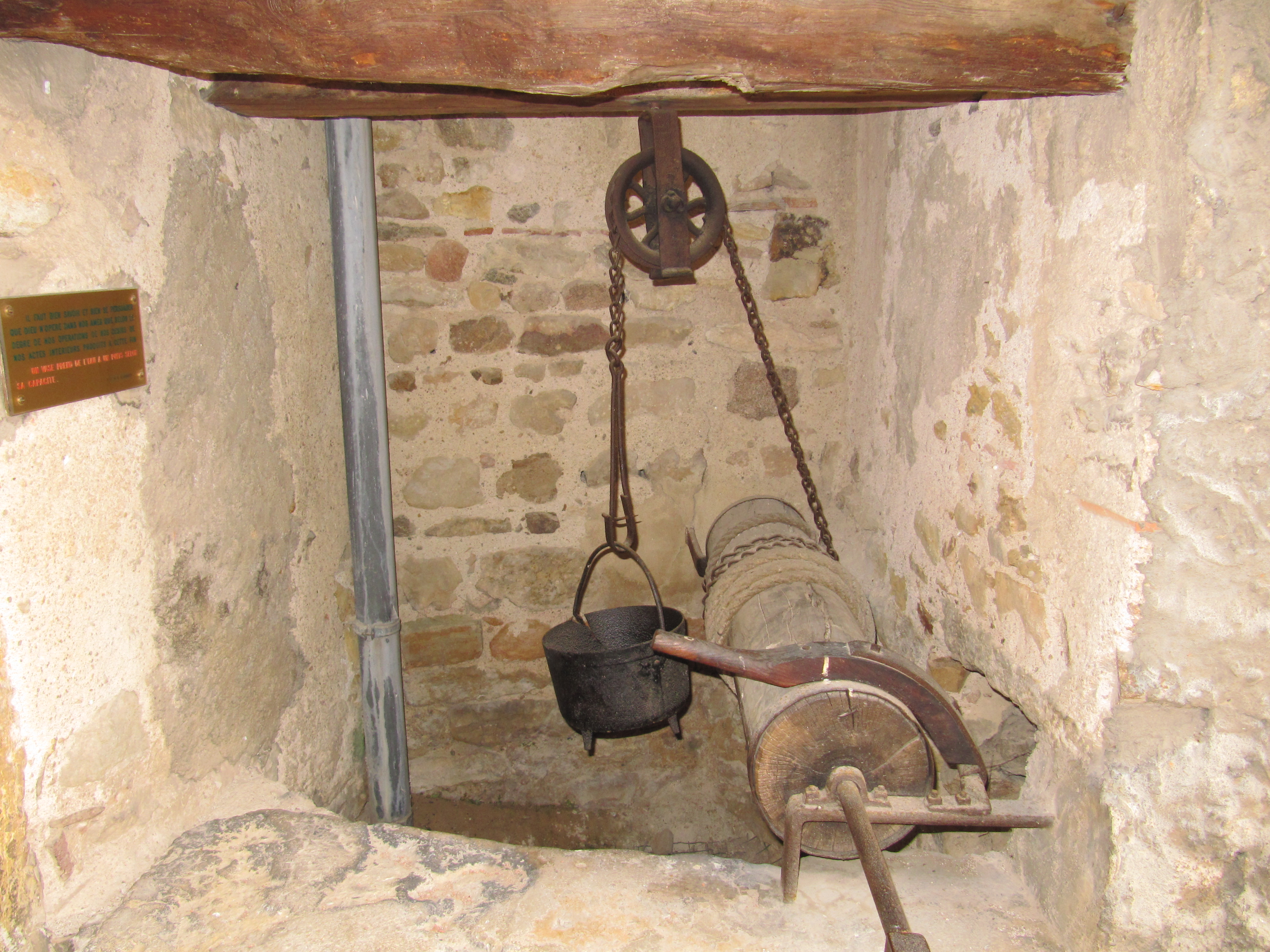
Колодец
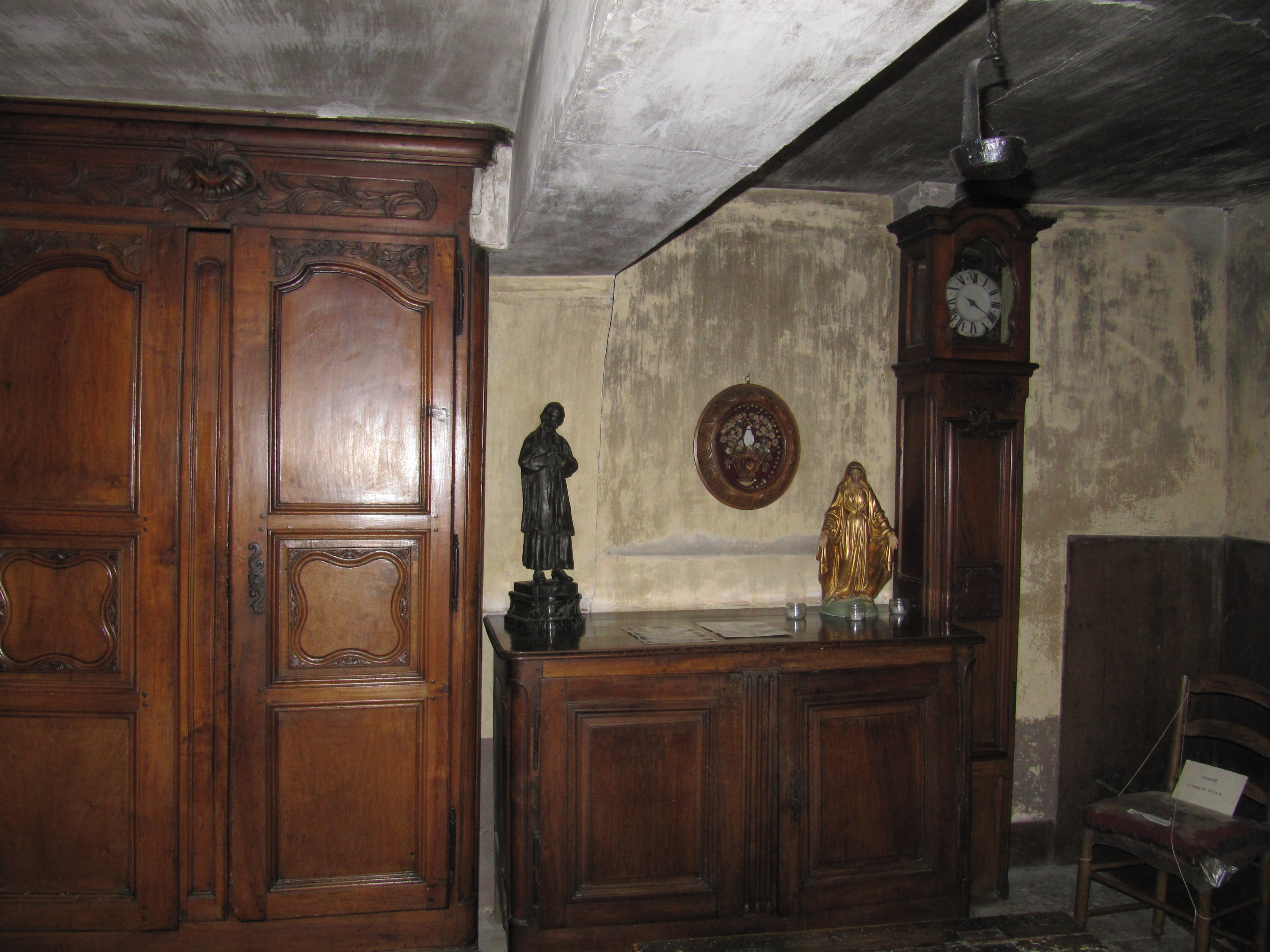
Мебель
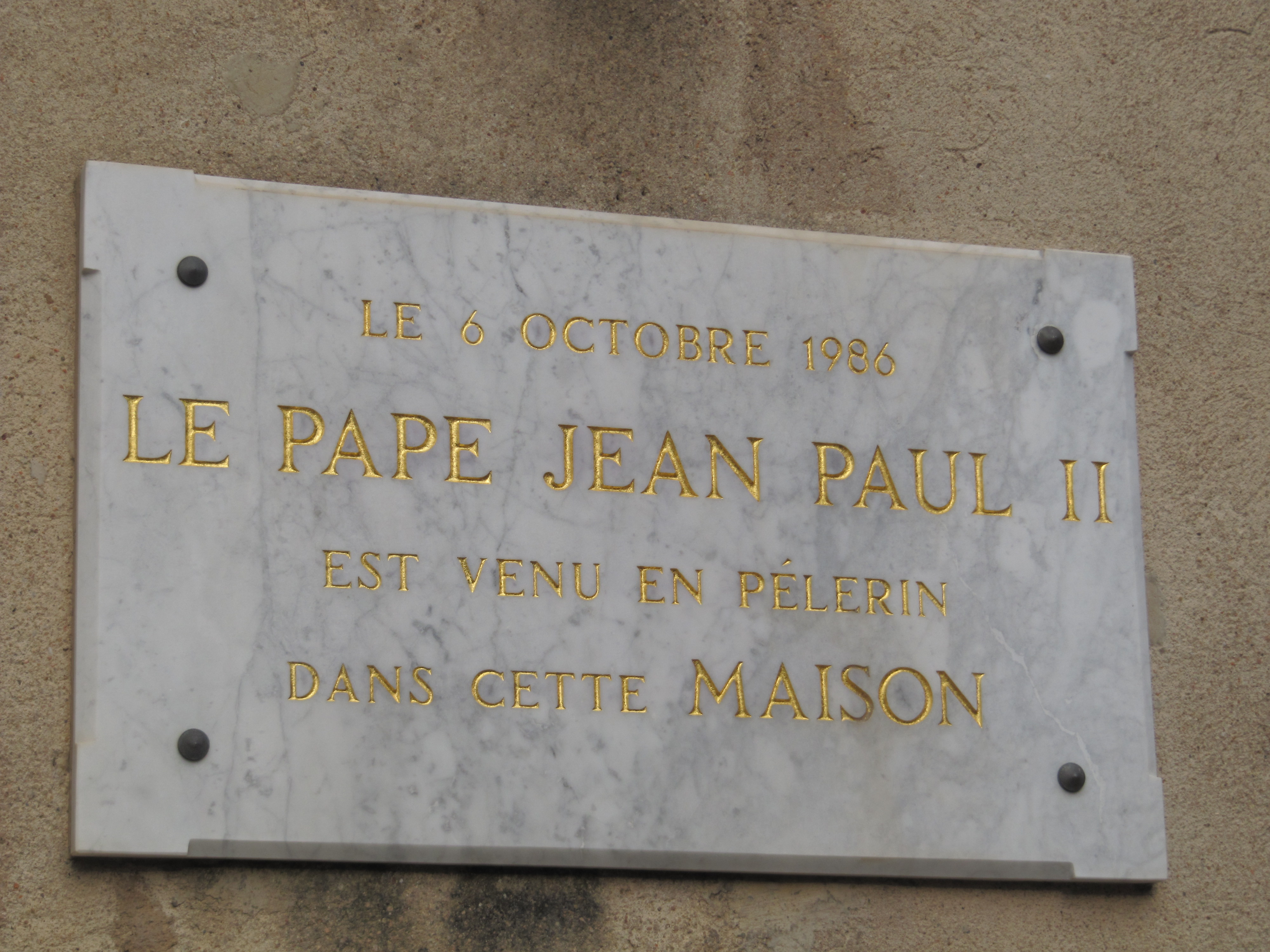
Мемориальная табличка
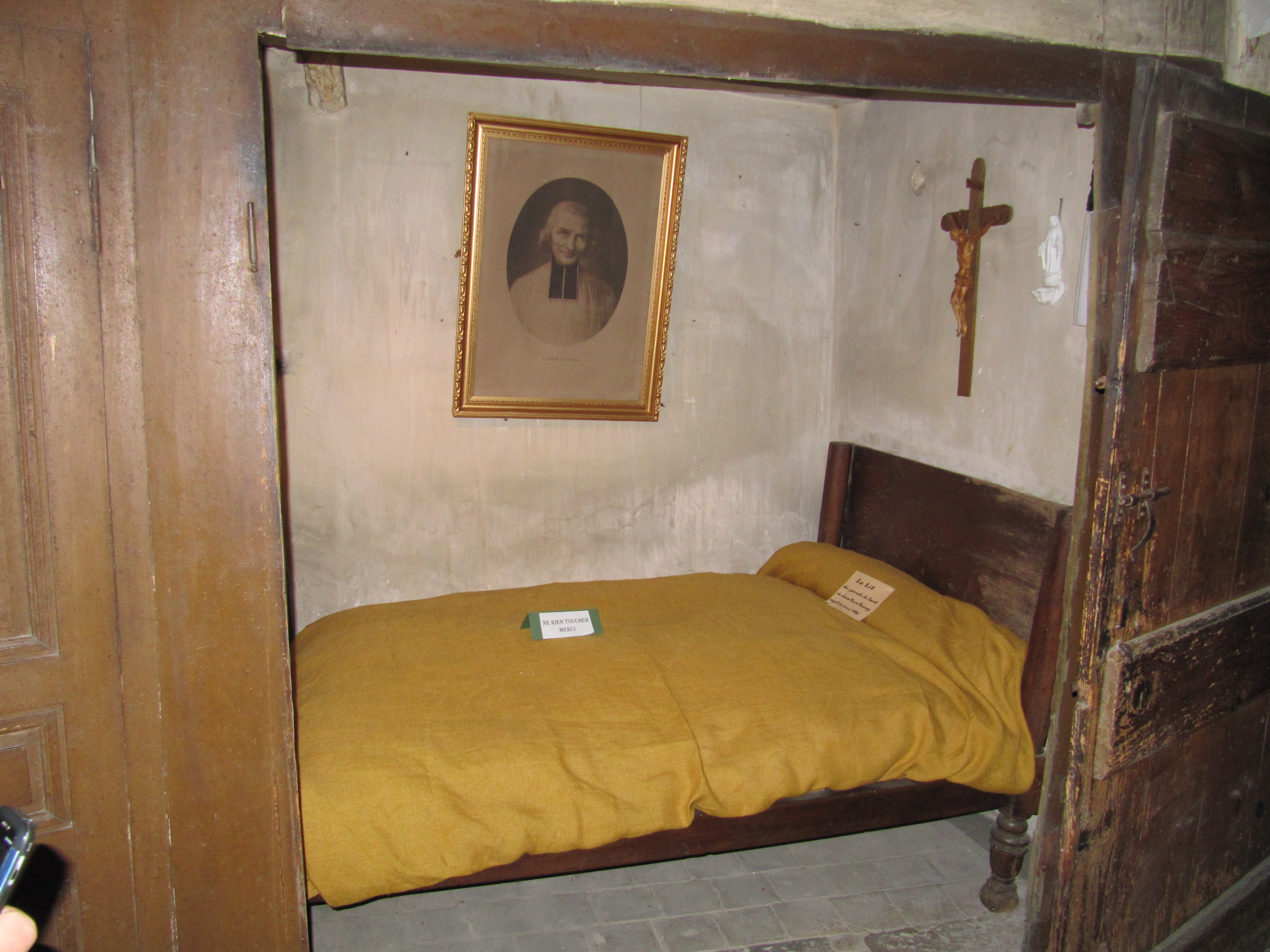
Спальня
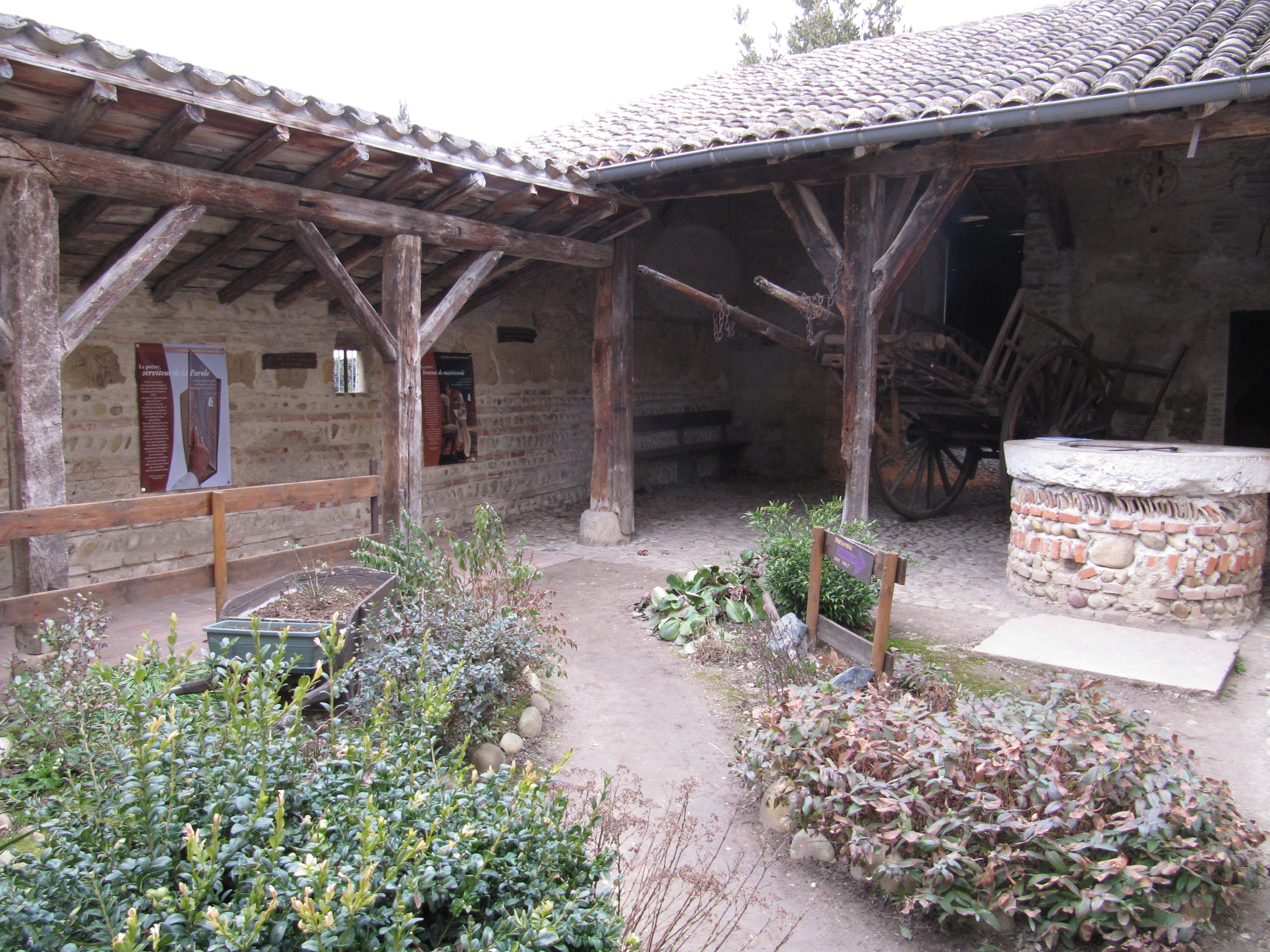
Дворик
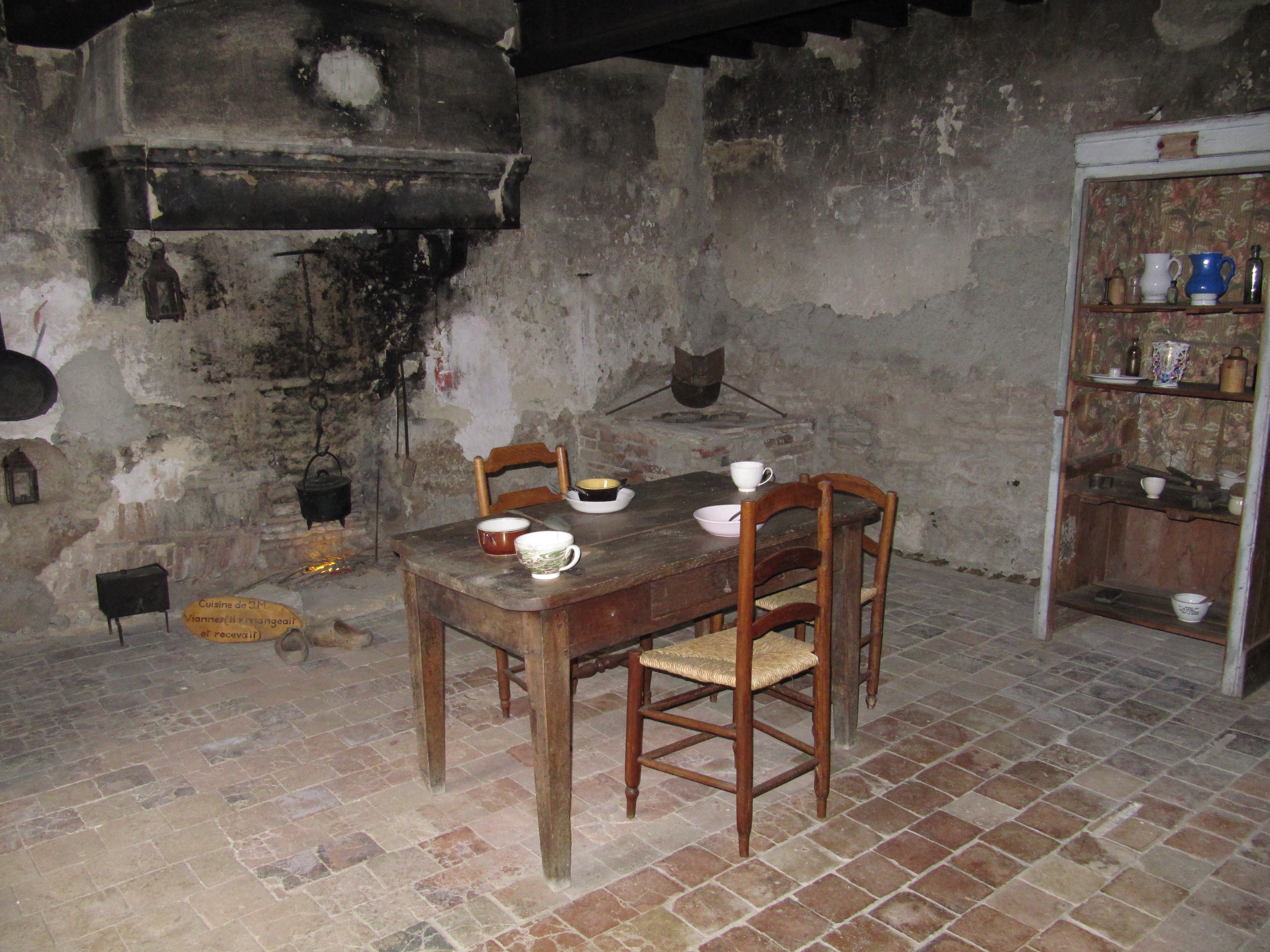
Кухня
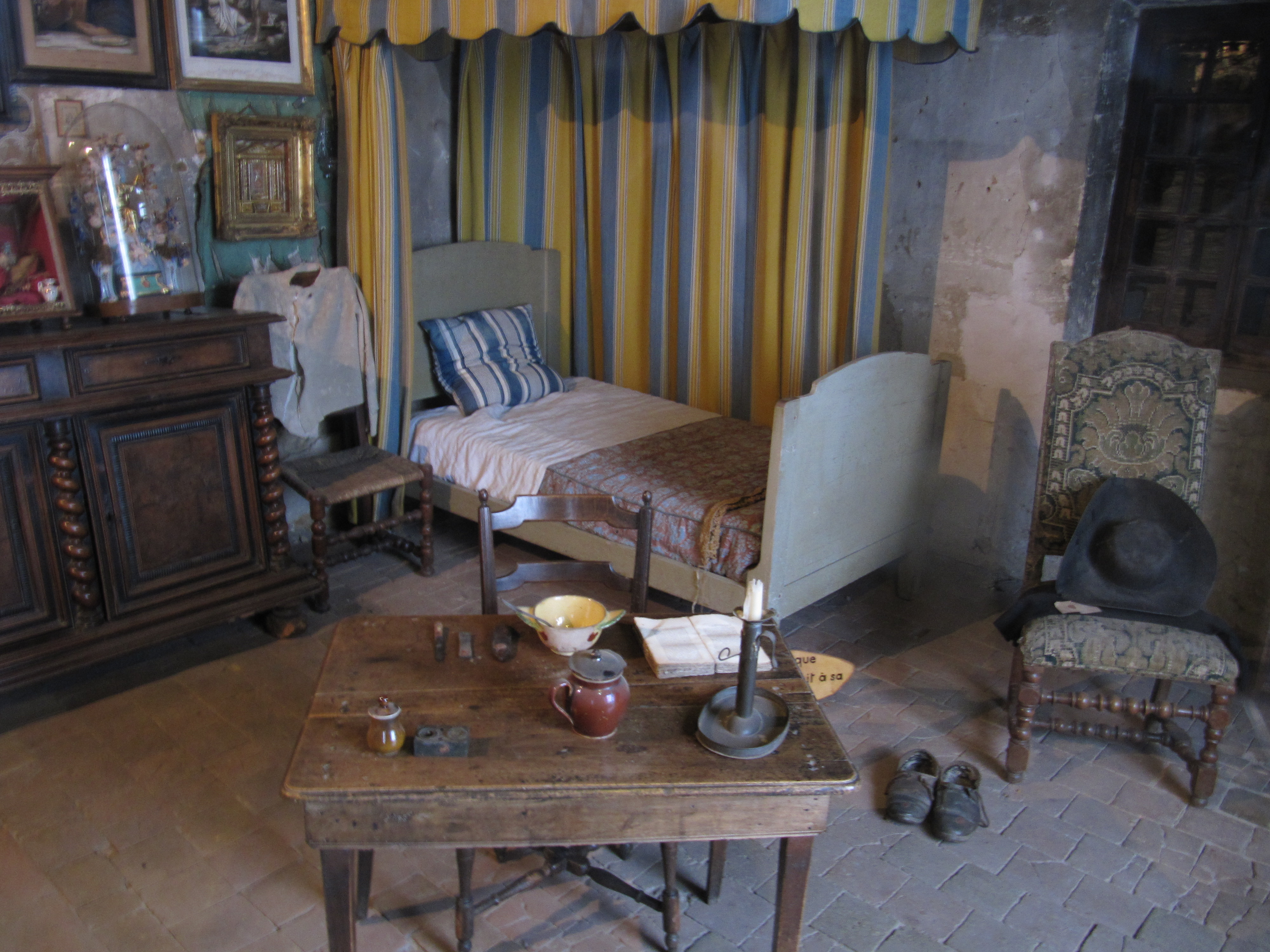
Комната
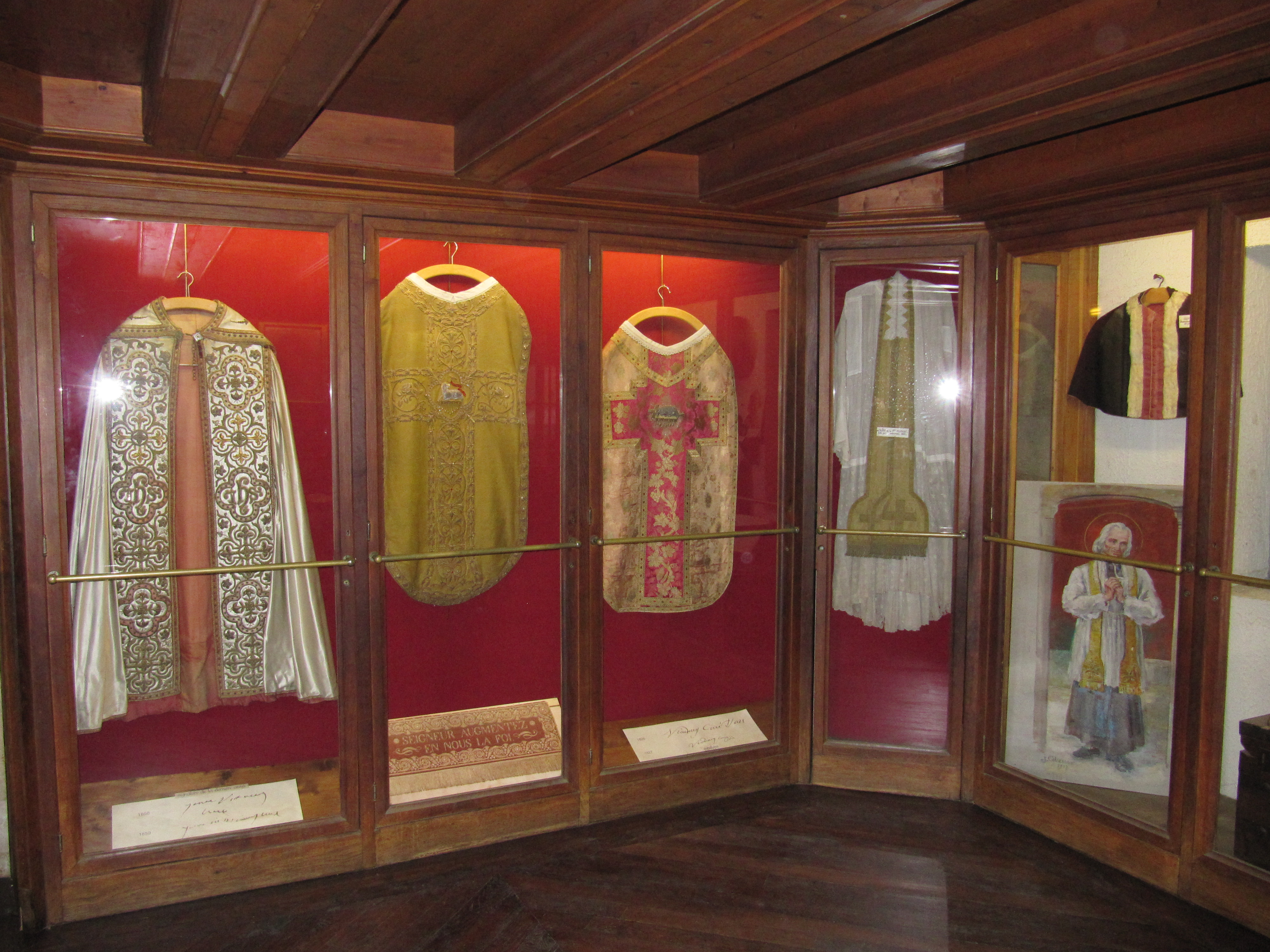
Литургическое одеяние святого Иоанна Марии Вианнея

## Источник
- Католическая Энциклопедия, т. 2, изд. Францисканцев, М., 2005, стр. 366—367, ISBN 5-89208-054-4
- Антонио Сикари, «Портреты Святых», том 1, Милан, 1987 г.